# Pueblo Sakizaya
El pueblo sakizaya (nombre nativo: Sakuzaya, literalmente "hombres reales";   en chino tradicional, 撒奇萊雅族; pinyin, Sāqíláiyǎ; ocasionalmente Sakiraya o Sakidaya) es un pueblo aborigen taiwanés con una población aproximada de 1000 personas. Viven principalmente en Hualien (antes llamada Kiray), donde se centra su cultura..
Los sakizaya son parte de los pueblos austronesios, con los que tienen lazos culturales, lingüísticos y genéticos.
Tradicionalmente practican la veneración a los ancestros, la que incluye la adoración de los panteones de dioses y espíritus ancestrales, aunque la mayor parte de ellos se han convertido al cristianismo. Su sociedades mayormente matrilineal, por lo que las mujeres normalmente tienen autoridad.
El 17 de enero de 2007 el gobierno taiwanés reconoció a la comunidad como un grupo étnico propio. Antes de esto eran clasificados como Amis.